# Coupe UEFA 1972-1973
Navigation
Édition précédente Édition suivante
La Coupe UEFA 1972-1973 est la seconde édition de la Coupe de l'UEFA, qui oppose les meilleurs clubs européens qualifiés grâce aux résultats de leur championnat national. Cette édition voit le sacre du Liverpool Football Club, qui remporte son premier titre continental après avoir battu en finale la formation ouest-allemande du Borussia Mönchengladbach. Le Borussia est le premier club ouest-allemand à atteindre la finale de l'épreuve. Deux joueurs se partagent avec 12 buts chacun le titre de meilleur buteur : il s'agit de Jupp Heynckes du Borussia Mönchengladbach et de Jan Jeuring, attaquant de la formation néerlandaise du FC Twente
Il n'y a que trente nations engagées cette année, à la suite de l'absence de clubs nord-irlandais et albanais. En raison des événements survenus en Irlande du Nord depuis le début de l'année 1972, aucune équipe ne participe aux compétitions européennes. Pour le représentant albanais, le forfait lors de l'édition précédente du KS Vllaznia Shkodër est la cause de leur non-inscription cette saison.
Le tenant du titre, l'équipe anglaise de Tottenham Hotspur, parvient à atteindre le dernier carré, avant d'être éliminé par le futur vainqueur, Liverpool.
Le premier tour est le théâtre d'un duel déséquilibré entre le Feyenoord Rotterdam et le club luxembourgeois de l'Union sportive Rumelange, qui voit les Néerlandais s'imposer 9-0 à Rotterdam puis 12-0 à Rumelange. Le score cumulé de 21 à 0 égale le record détenu depuis la saison précédente par Chelsea contre un autre club luxembourgeois, la Jeunesse Hautcharage, en Coupe des Coupes. La défaite à domicile 0-12 de l'US Rumelange est en revanche un record absolu, toutes Coupes d'Europe confondues.
En huitièmes de finale a lieu la première confrontation entre deux clubs de RFA en Coupe d'Europe, entre le Borussia Mönchengladbach et le 1. FC Cologne. Le Borussia affronte et s'impose à nouveau face à une équipe ouest-allemande en quarts de finale, le FC Kaiserslautern.

## Trente-deuxièmes de finale
| Équipe 1                   | Résultat | Équipe 2                          | Aller | Retour   |
| -------------------------- | -------- | --------------------------------- | ----- | -------- |
| Aberdeen FC                | 5 - 9    | Borussia VfL 1900 Mönchengladbach | 2 - 3 | 3 - 6    |
| Åtvidabergs FF             | 5 - 6    | Club Bruges KV                    | 3 - 5 | 2 - 1    |
| Manchester City FC         | 3 - 4    | Valence CF                        | 2 - 2 | 1 - 2    |
| SFK Lyn Oslo               | 2 - 12   | Tottenham Hotspur FCT             | 3 - 6 | 0 - 6    |
| Budapest Honvéd SE         | 4 - 0    | Partick Thistle FC                | 1 - 0 | 3 - 0    |
| Viking FK                  | 1 - 0    | KP ÍB Vestmannaeyja               | 1 - 0 | 0 - 0    |
| SC Feijenoord              | 21 - 0   | FC US Rumelange                   | 9 - 0 | 12 - 0   |
| Liverpool FC               | 2 - 0    | Eintracht Francfort               | 2 - 0 | 0 - 0    |
| Nîmes Olympique            | 2 - 4    | Grasshopper Club Zurich           | 1 - 2 | 1 - 2    |
| Vitória FC                 | 6 - 2    | KS Zagłębie Sosnowiec             | 6 - 1 | 0 - 1    |
| Stoke City FC              | 3 - 5    | 1. FC Kaiserslautern              | 3 - 1 | 0 - 4    |
| R. Racing White            | 0 - 3    | GD CUF Barreiro                   | 0 - 1 | 0 - 2    |
| AC Talmone Torino          | 2 - 4    | UD Las Palmas                     | 2 - 0 | 0 - 4    |
| FC Sochaux-Montbéliard     | 2 - 5    | BK Frem 1886                      | 1 - 3 | 1 - 2    |
| Olympiakós FC              | 3 - 1    | Cagliari Calcio                   | 2 - 1 | 1 - 0    |
| Angers SCO                 | 2 - 3    | Berlin FC Dynamo                  | 1 - 1 | 1 - 2    |
| FC Porto                   | 4 - 1    | CF Barcelone                      | 3 - 1 | 1 - 0    |
| Universitatea Cluj         | 5 - 6    | DFS Levski-Spartak                | 4 - 1 | 1 - 5 ap |
| FK Étoile rouge            | 7 - 4    | Lausanne-Sports                   | 5 - 1 | 2 - 3    |
| FC Inter Milan             | 7 - 1    | La Vallette FC                    | 6 - 1 | 1 - 0    |
| DFS Beroe Zagora           | 10 - 1   | FK Austria Vienne                 | 7 - 0 | 3 - 1    |
| Hvidovre IF                | -        | Helsinki JK forfait               |       |          |
| UTA Arad                   | 1 - 4    | IFK Norrköping                    | 1 - 2 | 0 - 2    |
| EP Amol                    | 0 - 2    | FC Ararat Erevan                  | 0 - 1 | 0 - 1    |
| AE Constantinople          | 4 - 2    | Salgótarján BTC                   | 3 - 1 | 1 - 1    |
| Eskişehirspor Kulübü       | 1 - 5    | AC Fiorentina                     | 1 - 2 | 0 - 3    |
| AS Dukla Prague            | 3 - 5    | OFK Belgrade                      | 2 - 2 | 1 - 3    |
| TJ Slovan ChZJD Bratislava | 8 - 1    | FK Voïvodine                      | 6 - 0 | 2 - 1    |
| SK Dinamo Tbilissi         | 3 - 4    | FC Twente                         | 3 - 2 | 0 - 2    |
| KS Ruch Chorzów            | 3 - 1    | Fenerbahçe SK                     | 3 - 0 | 0 - 1    |
| SG Dynamo Dresde           | 4 - 2    | SK VÖEST Linz                     | 2 - 0 | 2 - 2    |
| 1. FC Cologne              | 5 - 1    | Bohemian FC                       | 2 - 1 | 3 - 0    |

## Seizièmes de finale
| Équipe 1                          | Résultat | Équipe 2                   | Aller | Retour |
| --------------------------------- | -------- | -------------------------- | ----- | ------ |
| Berlin FC Dynamo                  | 3 - 2    | DFS Levski-Spartak         | 3 - 0 | 0 - 2  |
| Borussia VfL 1900 Mönchengladbach | 6 - 1    | Hvidovre IF                | 3 - 0 | 3 - 1  |
| FC Porto                          | 5 - 3    | Club Bruges KV             | 3 - 0 | 2 - 3  |
| Tottenham Hotspur FCT             | 4 - 1    | Olympiakós FC              | 4 - 0 | 0 - 1  |
| FK Étoile rouge                   | 4 - 1    | Valence CF                 | 3 - 1 | 1 - 0  |
| FC Inter Milan                    | 4 - 2    | IFK Norrköping             | 2 - 2 | 2 - 0  |
| Viking FK                         | 2 - 9    | 1. FC Cologne              | 1 - 0 | 1 - 9  |
| DFS Beroe Zagora                  | 3 - 1    | Budapest Honvéd SE         | 3 - 0 | 0 - 1  |
| SC Feijenoord                     | 5 - 5e   | OFK Belgrade               | 4 - 3 | 1 - 2  |
| Liverpool FC                      | 6 - 1    | AE Constantinople          | 3 - 0 | 3 - 1  |
| Vitória FC                        | 2e - 2   | AC Fiorentina              | 1 - 0 | 1 - 2  |
| Grasshopper Club Zurich           | 3 - 7    | FC Ararat Erevan           | 1 - 3 | 2 - 4  |
| GD CUF Barreiro                   | 2 - 3    | 1. FC Kaiserslautern       | 1 - 3 | 1 - 0  |
| UD Las Palmas                     | 3 - 2    | TJ Slovan ChZJD Bratislava | 2 - 2 | 1 - 0  |
| KS Ruch Chorzów                   | 0 - 4    | SG Dynamo Dresde           | 0 - 1 | 0 - 3  |
| BK Frem 1886                      | 0 - 9    | FC Twente                  | 0 - 5 | 0 - 4  |

## Huitièmes de finale
| Équipe 1              | Résultat         | Équipe 2                          | Aller | Retour |
| --------------------- | ---------------- | --------------------------------- | ----- | ------ |
| FC Ararat Erevan      | 2 - 2 (4 - 5tab) | 1. FC Kaiserslautern              | 2 - 0 | 0 - 2  |
| 1. FC Cologne         | 0 - 5            | Borussia VfL 1900 Mönchengladbach | 0 - 0 | 0 - 5  |
| Tottenham Hotspur FCT | 2 - 1            | FK Étoile rouge                   | 2 - 0 | 0 - 1  |
| FC Twente             | 4 - 2            | UD Las Palmas                     | 3 - 0 | 1 - 2  |
| OFK Belgrade          | 3 - 1            | DFS Beroe Zagora                  | 0 - 0 | 3 - 1  |
| Vitória FC            | 2 - 1            | FC Inter Milan                    | 2 - 0 | 0 - 1  |
| Berlin FC Dynamo      | 1 - 3            | Liverpool FC                      | 0 - 0 | 1 - 3  |
| FC Porto              | 1 - 3            | SG Dynamo Dresde                  | 0 - 1 | 1 - 2  |

## Quarts de finale
| Équipe 1              | Résultat | Équipe 2                          | Aller | Retour |
| --------------------- | -------- | --------------------------------- | ----- | ------ |
| Liverpool FC          | 3 - 0    | SG Dynamo Dresde                  | 2 - 0 | 1 - 0  |
| OFK Belgrade          | 3 - 4    | FC Twente                         | 3 - 2 | 0 - 2  |
| Tottenham Hotspur FCT | 2e - 2   | Vitória FC                        | 1 - 0 | 1 - 2  |
| 1. FC Kaiserslautern  | 2 - 9    | Borussia VfL 1900 Mönchengladbach | 1 - 2 | 1 - 7  |

## Demi-finales
| Équipe 1                          | Résultat | Équipe 2              | Aller | Retour |
| --------------------------------- | -------- | --------------------- | ----- | ------ |
| Liverpool FC                      | 2e - 2   | Tottenham Hotspur FCT | 1 - 0 | 1 - 2  |
| Borussia VfL 1900 Mönchengladbach | 5 - 1    | FC Twente             | 3 - 0 | 2 - 1  |

## Finale
| Équipe 1     | Résultat | Équipe 2                          | Aller | Retour |
| ------------ | -------- | --------------------------------- | ----- | ------ |
| Liverpool FC | 3 - 2    | Borussia VfL 1900 Mönchengladbach | 3 - 0 | 0 - 2  |